# Tournoi de clôture du championnat du Salvador de football 2002
Navigation
Saison précédente Saison suivante
Le Tournoi Clausura 2002 est le huitième tournoi saisonnier disputé au Salvador.
C'est cependant la 55e fois que le titre de champion du Salvador est remis en jeu.
Lors de ce tournoi, le l'Alianza FC a tenté de conserver son titre de champion du Salvador face aux neuf meilleurs clubs salvadoriens.
Chacun des dix clubs participant était confronté deux fois aux neuf autres équipes. Puis les quatre meilleurs se sont affrontés lors d'une phase finale à la fin du tournoi.
Seulement une place était qualificative pour la Copa Interclubes UNCAF.

## Les 10 clubs participants
| \| CD Águila CD Dragon Alianza FC CD Atlético Marte San Salvador FC CD Atlético Balboa CD Águila CD Dragon Club Deportivo FAS AD Isidro-Metapan CD Municipal Limeño CD Luis Ángel Firpo Alianza FC CD Atlético Marte San Salvador FC Alianza FC CD Atlético Marte San Salvador FC \| Localisation des clubs. |
| CD Águila CD Dragon Alianza FC CD Atlético Marte San Salvador FC CD Atlético Balboa CD Águila CD Dragon Club Deportivo FAS AD Isidro-Metapan CD Municipal Limeño CD Luis Ángel Firpo Alianza FC CD Atlético Marte San Salvador FC Alianza FC CD Atlético Marte San Salvador FC                               |

| Club                | Stade                        | Capacité | Ville              |
| CD Águila           | Stade Juan Francisco Barraza | 10 000   | San Miguel         |
| Alianza FC          | Stade Cuscatlán              | 45 925   | San Salvador       |
| CD Atlético Balboa  | Stade Marcelino Imbers       | 4 000    | La Unión           |
| CD Dragon           | Stade Juan Francisco Barraza | 10 000   | San Miguel         |
| Club Deportivo FAS  | Stade Oscar Quiteño          | 15 000   | Santa Ana          |
| AD Isidro-Metapan   | Stade Jorge Calero Suárez    | 8 000    | Metapán            |
| CD Municipal Limeño | Stade Jose Ramon Flores      | 5 000    | Santa Rosa de Lima |
| CD Luis Ángel Firpo | Stade Sergio Torres          | 5 000    | Usulután           |
| CD Atlético Marte   | Stade Cuscatlán              | 45 925   | San Salvador       |
| San Salvador FC     | Stade Cuscatlán              | 45 925   | San Salvador       |

## Compétition
Le tournoi Clausura se déroule de la même façon que le tournoi saisonnier précédent, en deux phases :
- La phase de qualification : les dix-huit journées de championnat.
- La phase finale : les matchs aller-retour allant des demi-finales à la finale.

### Phase de qualification
Lors de la phase de qualification les dix équipes affrontent à deux reprises les neuf autres équipes selon un calendrier tiré aléatoirement.
Les quatre meilleures équipes sont qualifiées pour les demi-finales.
Le classement est établi sur le barème de points classique (victoire à 3 points, match nul à 1, défaite à 0).
Le départage final se fait selon les critères suivants :
- Le nombre de points.
- La différence de buts générale.
- Le nombre de buts marqué.

#### Classement
| Rang | Équipe                | Pts | J  | G  | N | P  | Bp | Bc | Diff |
| ---- | --------------------- | --- | -- | -- | - | -- | -- | -- | ---- |
| 1    | CD Águila             | 38  | 18 | 11 | 5 | 2  | 47 | 20 | +27  |
| 2    | Alianza FC (T)        | 30  | 18 | 9  | 3 | 6  | 38 | 24 | +14  |
| 3    | CD Municipal Limeño   | 30  | 18 | 8  | 6 | 4  | 24 | 16 | +8   |
| 4    | Club Deportivo FAS    | 29  | 18 | 7  | 8 | 3  | 29 | 18 | +11  |
| 5    | AD Isidro-Metapan (P) | 29  | 18 | 8  | 5 | 5  | 30 | 16 | +14  |
| 6    | CD Luis Ángel Firpo   | 29  | 18 | 8  | 5 | 5  | 22 | 22 | 0    |
| 7    | CD Atlético Balboa    | 22  | 18 | 5  | 7 | 6  | 19 | 24 | -5   |
| 8    | San Salvador FC       | 14  | 18 | 3  | 5 | 10 | 23 | 37 | -14  |
| 9    | CD Dragon             | 12  | 18 | 3  | 3 | 12 | 22 | 44 | -22  |
| 10   | CD Atlético Marte     | 7   | 18 | 2  | 5 | 11 | 13 | 45 | -32  |

| Légende : Qualifications et relégations | Légende : Qualifications et relégations                  |
| --------------------------------------- | -------------------------------------------------------- |
|                                         | Qualifié pour les demi-finales                           |
|                                         | (T) : Tenant du titre (P) : Promu de la saison 2000-2001 |

#### Matchs
| Résultats (▼dom., ►ext.)                                   | Agu | Ali | Bal | Dra | FAS | Lui | Isi | Mar | Lim | San |
| CD Águila                                                  |     | 1-0 | 5-0 | 1-0 | 1-1 | 1-1 | 3-2 | 6-1 | 3-1 | 5-1 |
| Alianza FC                                                 | 2-1 |     | 4-0 | 6-2 | 4-2 | 1-3 | 1-1 | 4-1 | 1-1 | 3-2 |
| CD Atlético Balboa                                         | 0-2 | 3-0 |     | 1-1 | 1-1 | 3-1 | 1-0 | 2-2 | 0-0 | 1-1 |
| CD Dragon                                                  | 3-3 | 0-2 | 0-1 |     | 0-5 | 3-0 | 2-1 | 1-2 | 2-3 | 0-3 |
| Club Deportivo FAS                                         | 1-1 | 2-1 | 2-3 | 4-0 |     | 1-2 | 1-1 | 3-1 | 2-1 | 1-0 |
| CD Luis Ángel Firpo                                        | 1-5 | 2-1 | 1-0 | 4-2 | 0-0 |     | 0-0 | 3-0 | 0-2 | 0-2 |
| AD Isidro-Metapan                                          | 2-1 | 1-1 | 1-0 | 4-0 | 0-0 | 0-1 |     | 7-2 | 2-0 | 2-0 |
| CD Atlético Marte                                          | 0-3 | 0-3 | 1-0 | 1-1 | 0-0 | 0-0 | 0-3 |     | 0-3 | 1-3 |
| CD Municipal Limeño                                        | 0-1 | 1-0 | 1-1 | 2-0 | 1-1 | 1-1 | 3-1 | 2-0 |     | 1-0 |
| San Salvador FC                                            | 4-4 | 1-4 | 2-2 | 1-5 | 1-2 | 0-2 | 0-2 | 1-1 | 1-1 |     |
| - Victoire à domicile - Match nul - Victoire à l'extérieur |     |     |     |     |     |     |     |     |     |     |

### Classement cumulatif
| Rang | Équipe                 | Pts | J  | G  | N  | P  | Bp | Bc | Diff |
| ---- | ---------------------- | --- | -- | -- | -- | -- | -- | -- | ---- |
| 1    | CD Águila              | 70  | 36 | 20 | 10 | 6  | 96 | 46 | +50  |
| 2    | Alianza FC (C)         | 70  | 36 | 21 | 7  | 8  | 80 | 47 | +33  |
| 3    | CD Luis Ángel Firpo    | 62  | 36 | 17 | 11 | 8  | 58 | 43 | +15  |
| 4    | CD Municipal Limeño    | 60  | 36 | 16 | 12 | 8  | 52 | 37 | +15  |
| 5    | Club Deportivo FAS (C) | 58  | 36 | 14 | 16 | 6  | 59 | 33 | +26  |
| 6    | AD Isidro-Metapan (P)  | 55  | 36 | 15 | 10 | 11 | 59 | 43 | +16  |
| 7    | CD Atlético Balboa     | 40  | 36 | 10 | 10 | 16 | 38 | 56 | -18  |
| 8    | San Salvador FC        | 28  | 36 | 7  | 7  | 22 | 45 | 86 | -41  |
| 9    | CD Dragon              | 27  | 36 | 7  | 6  | 23 | 40 | 78 | -38  |
| 10   | CD Atlético Marte      | 16  | 36 | 3  | 11 | 22 | 29 | 86 | -57  |

| Légende : Qualifications et relégations | Légende : Qualifications et relégations                                              |
| --------------------------------------- | ------------------------------------------------------------------------------------ |
|                                         | Copa Interclubes UNCAF 2002 (Phase de groupes)                                       |
|                                         | Relégué en Segunda División                                                          |
|                                         | (C) : Vainqueur d'un des deux tournois de l'année (P) : Promu de la saison 2000-2001 |

### La phase finale
Les quatre équipes qualifiées sont réparties dans le tableau final d'après leur classement général.
En cas d'égalité sur la somme des deux matchs ou lors de la finale, des prolongations puis une séance de tirs au but ont lieu. 

#### Tableau
|  | 1/2 finale          | 1/2 finale          | 1/2 finale | 1/2 finale | 1/2 finale | 1/2 finale         |                    |     | Finale | Finale | Finale | Finale | Finale |  |
|  |                     |                     |            |            |            |                    |                    |     |        |        |        |        |        |  |
|  |                     |                     |            |            |            |                    |                    |     |        |        |        |        |        |  |
|  |                     |                     |            |            |            |                    |                    |     |        |        |        |        |        |  |
|  | CD Águila           | CD Águila           | (1)        | 1          | 4          |                    |                    |     |        |        |        |        |        |  |
|  | CD Águila           | CD Águila           | (1)        | 1          | 4          |                    |                    |     |        |        |        |        |        |  |
|  | Club Deportivo FAS  | Club Deportivo FAS  | (4)        | 2          | 4          |                    |                    |     |        |        |        |        |        |  |
|  | Club Deportivo FAS  | Club Deportivo FAS  | (4)        | 2          | 4          | Club Deportivo FAS | Club Deportivo FAS | (4) | 4      |        |        |        |        |  |
|  |                     |                     |            |            |            |                    | Club Deportivo FAS | (4) | 4      |        |        |        |        |  |
|  |                     | Alianza FC          | Alianza FC | (2)        | 0          |                    |                    |     |        |        |        |        |        |  |
|  | Alianza FC          | Alianza FC          | Alianza FC | (2)        | 0          | (2)                | 1                  | 0   |        |        |        |        |        |  |
|  | Alianza FC          | Alianza FC          |            |            |            | (2)                | 1                  | 0   |        |        |        |        |        |  |
|  | CD Municipal Limeño | CD Municipal Limeño | (3)        | 0          | 0          |                    |                    |     |        |        |        |        |        |  |
|  | CD Municipal Limeño | CD Municipal Limeño | (3)        | 0          | 0          |                    |                    |     |        |        |        |        |        |  |

#### Demi-finales
| Club       | Aller | Retour | Club                | Commentaire |
| CD Águila  | 1-2   | 4-4    | Club Deportivo FAS  |             |
| Alianza FC | 1-0   | 0-0    | CD Municipal Limeño |             |

#### Finale
| 26 mai 2002 | Club Deportivo FAS                                                                   | 4:0   | Alianza FC | Stade inconnu |  |
|             | William Reyes 25e · William Reyes 29e · Victor Velasquez 42e · Alejandro la Cruz 55e | (3:0) |            |               |  |

## Bilan du tournoi
| Tableau d'Honneur     |                    |
| Compétition           | Vainqueur          |
| Tournoi Clausura 2002 | Club Deportivo FAS |

| Qualifications continentales 2002-2003 |                    |
| Copa Interclubes UNCAF                 | Qualifiés          |
| Phase de groupes                       | Club Deportivo FAS |

| Promotions et relégations   |                   |
| Relégué en Segunda División | CD Atlético Marte |
| Promu de Segunda División   | CD Arcense        |